# Johann von Buchholtz
Johann Theodor Gustav von Buchholtz (ur. 1833 w Królewcu, zm. 1878 w Bydgoszczy) – nadburmistrz Bydgoszczy (1867-1878).

## Życiorys
Urodził się 30 maja 1833 r. w Królewcu. Był synem Augusta, profesora prawa rzymskiego i kanonicznego na tamtejszym uniwersytecie i Amalie z domu Schoenwald. Po ukończeniu gimnazjum, podjął w 1851 r. studia prawnicze na uniwersytecie królewieckim. Kontynuował je następnie na uniwersytetach w Berlinie, a potem w Bonn.
Pracę zawodową rozpoczął w Sądzie Miejskim w Królewcu, po czym przeniósł się do Sądu Miejskiego w Berlinie. Następnie już jako referendariusz objął stanowisko sędziego w Charlottenburgu (od 1920 r. dzielnica Berlina). W 1859 r. praktykował w kancelarii berlińskiego adwokata Deyksa. W 1860 r. jako asesor sądowy powrócił do Królewca, gdzie podjął pracę w administracji państwowej.
W późniejszym okresie wielokrotnie zmieniał miejsce pracy, zajmując stanowiska w sądownictwie, jak i administracji państwowej. Był m.in. sędzią w Morągu (1864-1868), kandydował na stanowisko landrata powiatu królewieckiego (1862), został wybrany na burmistrza Piławy (1865), lecz nie zatwierdzony przez Regencję w Królewcu. W latach 1868–1874 był prokurentem instytucji kredytowej w Zielonej Górze, a następnie burmistrzem Rawicza (1874–1877).

### Nadburmistrz Bydgoszczy
Na początku 1877 r. zgłosił swój akces w wyborach burmistrza Bydgoszczy. W wyborach, które miały miejsce 5 maja 1877 r. uzyskał 27 spośród 33 głosów oddanych przez członków Rady Miejskiej. 11 maja 1877 r. objął oficjalnie urząd nadburmistrza. Istotnym efektem jego działalności jako szefa administracji miejskiej było otwarcie nowego gmachu Gimnazjum Fryderyka Wilhelma przy pl. Wolności, dotychczas korzystającego z pomieszczeń kolegium pojezuickiego. Troską ówczesnych władz był także urbanistyczny rozwój miasta, uregulowanie spraw własnościowych związanych z postępującą zabudową oraz utrzymanie ulic. Buchholtz osobiście zaangażował się w uzyskanie subwencji na rzecz Teatru Miejskiego. Jego działalność na stanowisku burmistrza przerwała przedwczesna śmierć, która miała miejsce 13 marca 1878 r.
Pogrzeb odbył się 16 marca 1878 na cmentarzu ewangelickim przy ul. Jagiellońskiej (dziś Park Ludowy im. Wincentego Witosa). Był żonaty z Idą z domu Foerster. Miał syna Felisa (ur. 1872). W 1879 r. jego imieniem nazwano jedną z ulic miasta w Śródmieściu Bydgoszczy, której nazwę zmieniono po 1920 r. na ul. Podolską.